# Trasposizione del fiume São Francisco

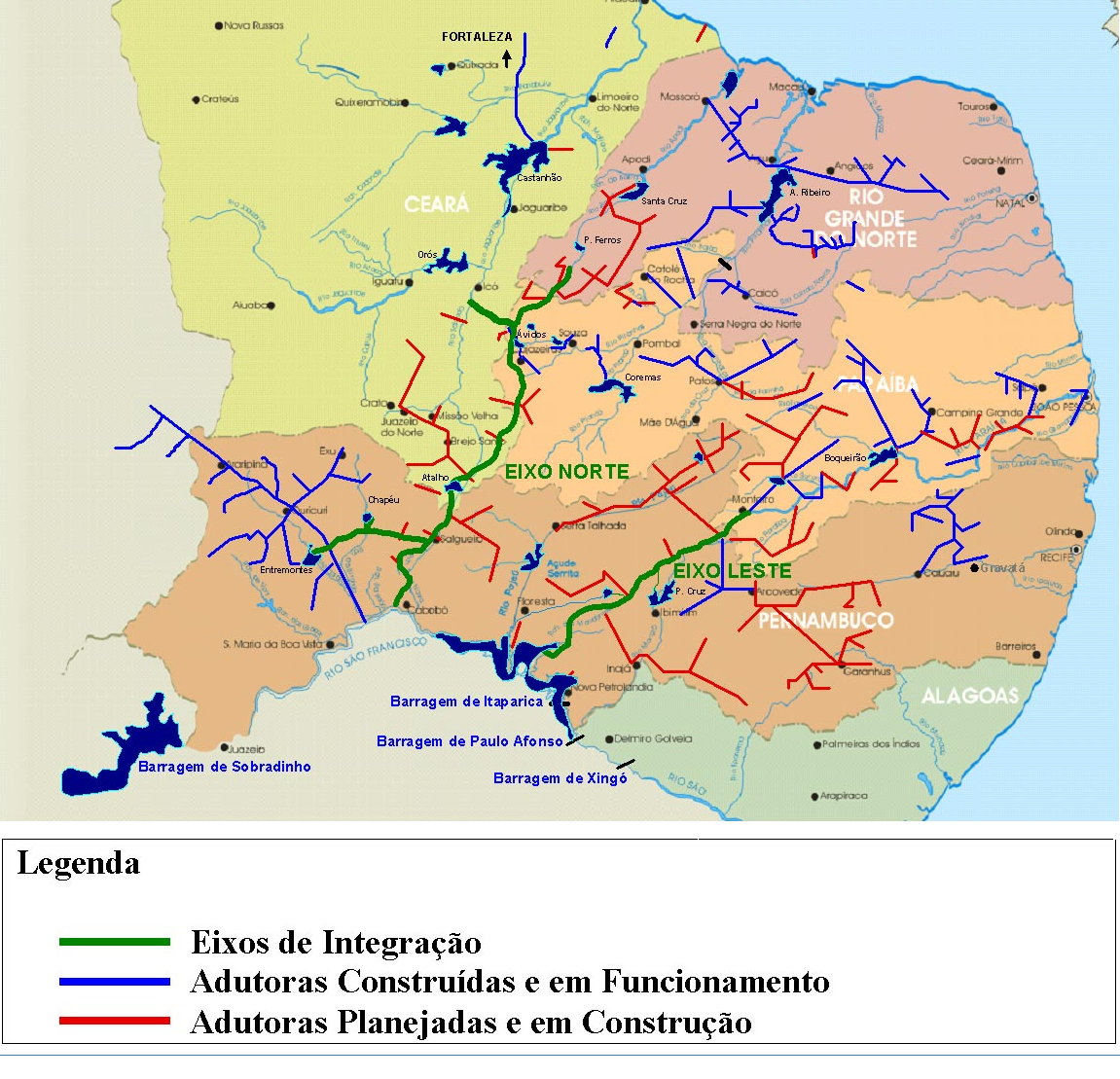
Mappa generale del piano di trasposizione — Fonte: Ministério da Integração Nacional/Governo Federal

La trasposizione del fiume São Francisco è un progetto di distribuzione di una parte delle acque del fiume São Francisco, nel Nordest del Brasile, denominato ufficialmente dal governo brasiliano "Projeto de Integração do Rio São Francisco com Bacias Hidrográficas do Nordeste Setentrional" (Progetto di integrazione del bacino del fiume São Francisco con i bacini idrografici del Nordest settentrionale).
Il progetto è un'iniziativa del governo federale, affidato alla responsabilità del Ministero per l'Integrazione nazionale – MIN. L'opera prevede la costruzione di più di 700 km di canali di cemento armato lungo due assi principali (nord e est) allo scopo di deviare una parte delle acque del fiume attraverso il territorio di quattro Stati (Pernambuco, Paraíba, Ceará e Rio Grande do Norte). Lungo il tracciato, il progetto prevede la costruzione di nove stazioni di pompaggio.. In una fase successiva, si è fatta largo l'ipotesi di aggiungere un cosiddetto "Asse Sud", che potrebbe raggiungere anche lo Stato di Bahia e Sergipe e un "Asse Ovest" verso il Piauí.
Preventivato originalmente per R$ 8,2 miliardi (circa 2,4 miliardi di euro), il progetto permetterà teoricamente la distribuzione dell'acqua a circa 12 milioni di persone e l'irrigazione della regione Nordest e semiarida del Brasile.
Il principale argomento di critica al progetto si basa sulla destinazione dell'acqua: le voci critiche sollevano il dubbio se valga veramente la pena diminuire la disponibilità di acqua in una zona dove comunque esiste una necessità per l'uso umano e animale per portarla in una zona dove la richiesta è minore e insinuano che l'obiettivo ultimo sia quello di fornire acqua alle attività agro-industriali e in particolare alla carcinocoltura (allevamento di gamberoni). Comunque, a parte la controversia, il Rapporto di Impatto Ambientale ha preso in considerazione questa possibilità valutando il ritorno che l'attività genererebbe in termini di creazione di impiego e reddito nella zona rurale. I lavori per la trasposizione sono iniziati nel 2007 e la loro conclusione era prevista inizialmente per il 2012, poi posticipata al 2016, ma il grado di completamento dell'opera, alla fine di dicembre 2016, è di circa il 95%.

## Storia
L'idea di trasporre le acque risale all'anno 1847, ovvero all'epoca dell'Impero brasiliano di Dom Pedro II, quando molti intellettuali la consideravano l'unica soluzione per la cronica sete del Nordest. A quei tempi, l'opera non fu mai avviata perché mancavano le risorse tecnologiche necessarie; durante tutto il XX secolo, la trasposizione del São Francisco ha continuato a essere considerata un'opzione per combattere e prevenire l'aridità delle terre nordestine e nel 1943 la discussione fu riaperta dall'allora presidente Getúlio Vargas.
Il primo progetto completo fu presentato durante il governo militare di João Batista de Oliveira Figueiredo, quando Mario Andreazza era Ministro dell'interno, dopo uno dei più prolungati periodi di siccità mai registrati (1979-1983) e fu elaborato da quello che era il Departamento Nacional de Obras e Saneamento (DNOS).
In agosto del 1994, il presidente Itamar Franco firmò un Decreto invitando il Senato a considerare che era di interesse nazionale avviare uno studio sul potenziale idrico dei bacini delle regioni semiaride del Pernambuco, Ceará, Rio Grande do Norte e Paraíba e nominò l'allora deputato federale del Rio Grande do Norte Aluízio Alves a occupare la carica di Ministro dell'Integrazione regionale con la raccomandazione di portare avanti il progetto.

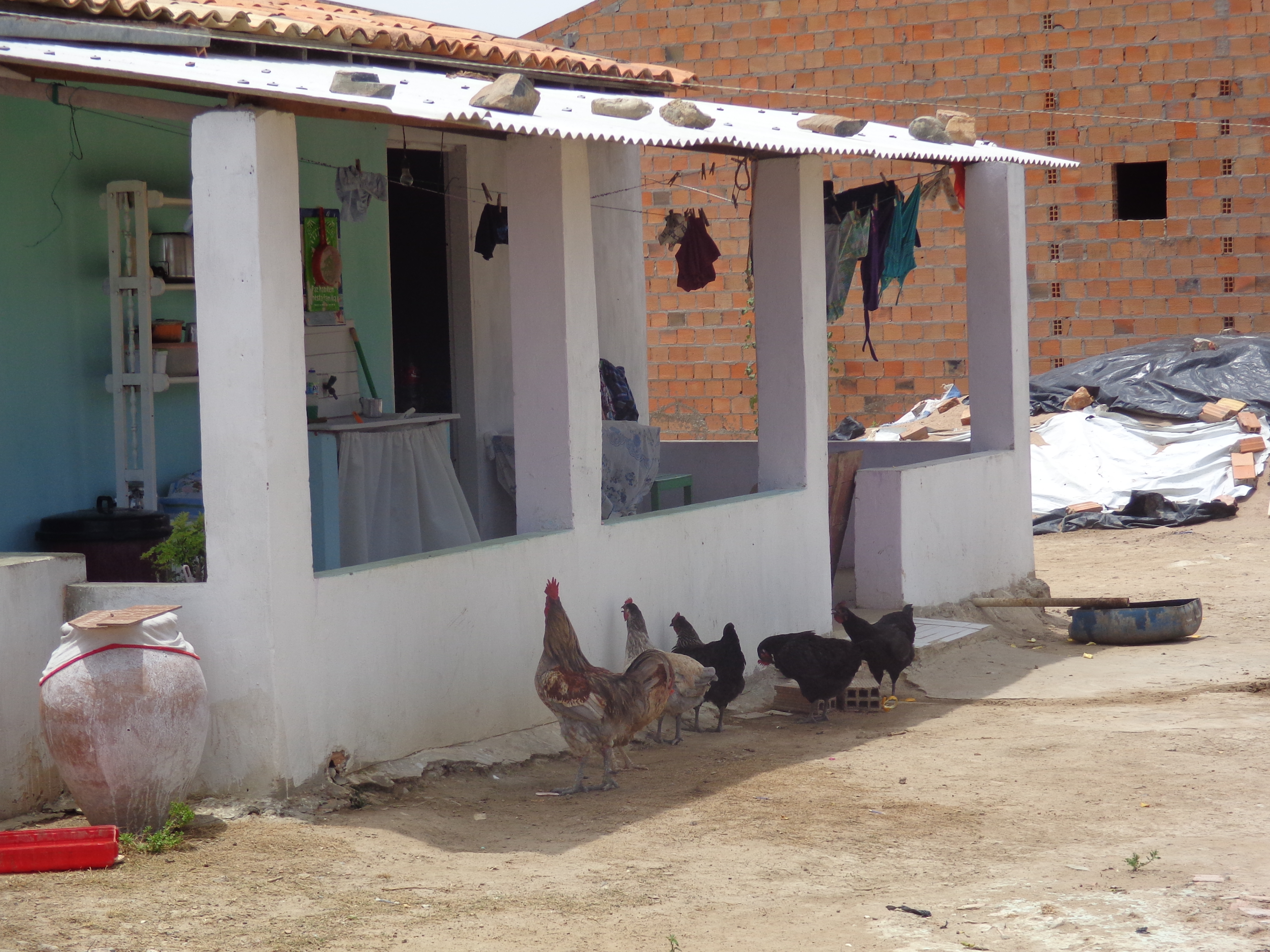
Casa sertaneja

Fernando Henrique Cardoso, nell'assumere la presidenza, firmò la dichiarazione "Compromisso pela Vida do São Francisco" (Impegno per la vita del São Francisco), proponendo la rivitalizzazione del fiume e la costruzione dei canali di trasposizione delle acque: l'Asse Nord, l'Asse Est, il Sertão e il Remanso. Prevedendo, ancora prima, la trasposizione delle acque del fiume Tocantins verso il São Francisco, grande progetto risalente all'epoca del ministro Andreazza.
Questi progetti non avanzarono durante il periodo del governo di FHC, ma sotto la sua guida furono creati il Comitê da Bacia Hidrográfica do Rio São Francisco-CBHSF (Comitato del bacino idrografico del fiume Sao Francisco) e il Projeto de Conservação e Revitalização da Bacia Hidrográfica do São Francisco-PCRBHSF (Progetto di conservazione e rivitalizzazione del bacino idrografico del Sao Francisco), entrambi attraverso il Decreto del 5 giugno 2001. Questi organi furono creati nell'ambito del nuovo modello di gestione delle acque messo a punto con la "Legge delle Acque". I comitati di bacino, composti da rappresentanti degli Stati e dei municipi i cui territori siano inclusi in una parte del bacino, di utenti delle acque e di istituzioni della società civile che si occupano di risorse idriche e agiscano nella zona, rappresentano il tentativo di attuare una forma decentralizzata e partecipativa di gestione dei bacini.
Durante il primo mandato del presidente Lula, il governo federale contrattò le imprese Ecology and Environment do Brasil, Agrar Consultoria e Estudos Técnicos e JP Meio Ambiente per rivedere e continuare gli studi ambientali al fine di ottenere l'approvazione del progetto da parte dell'IBAMA, incaricato di vigilare sull'osservanza dei requisiti ambientali definiti dalla legge.
Gli studi avanzarono in due direzioni: uno studio di inserimento regionale, che valutò la domanda e la disponibilità di acqua nel Nordest settentrionale prendendo in considerazione un'area più ampia di quella prevista dal progetto, e uno studio di fattibilità tecnico-economica, considerando il miglior tracciato dei canali, la pianificazione e il costo delle opere oltre che la loro sostenibilità economica.

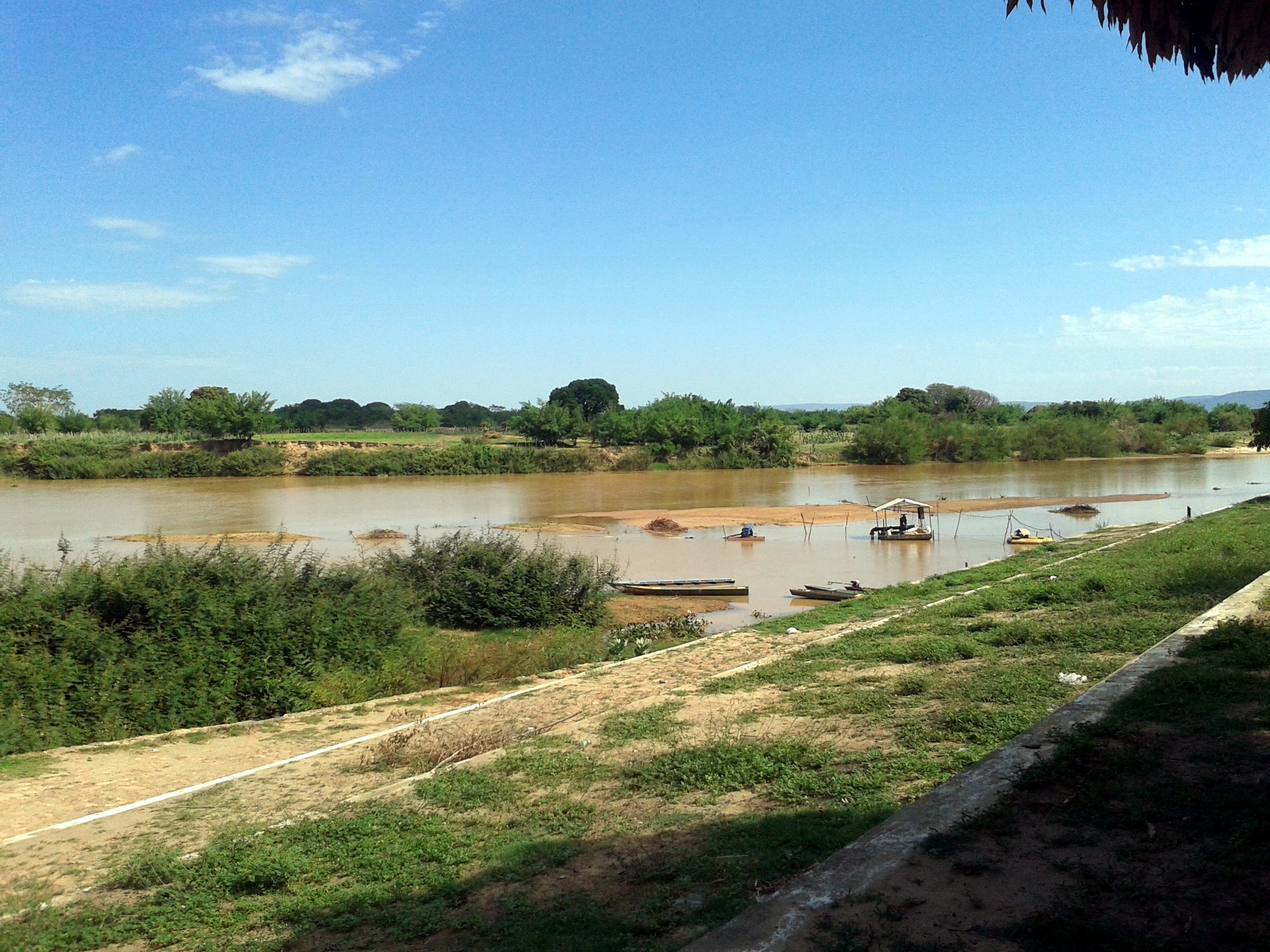
Il São Francisco nei pressi di Paratinga, BA

Queste imprese furono responsabili degli studi e poi della valutazione di impatto ambientale, presentati nel mese di luglio 2004, che contengono la versione attuale del progetto, ora denominato Projeto de Integração do Rio São Francisco com as Bacias Hidrográficas do Nordeste Setentrional (Progetto di integrazione del fiume Sao Francisco con i bacini idrografici del Nordest settentrionale).
Sempre nel mese di luglio 2004, fu approvato dal CBHSF il piano decennale delle risorse idriche del bacino del Sao Francisco, durante una riunione a Juazeiro, una delle città simbolo del Sertão dello Stato di Bahia. Quella riunione però non trovò un accordo riguardo all'uso delle acque del bacino all'esterno e la discussione fu rimandata a una riunione straordinaria, dopo le richieste di tempo supplementare per una migliore valutazione da parte del Direttore delle Risorse idriche del Ministero dell'Ambiente.

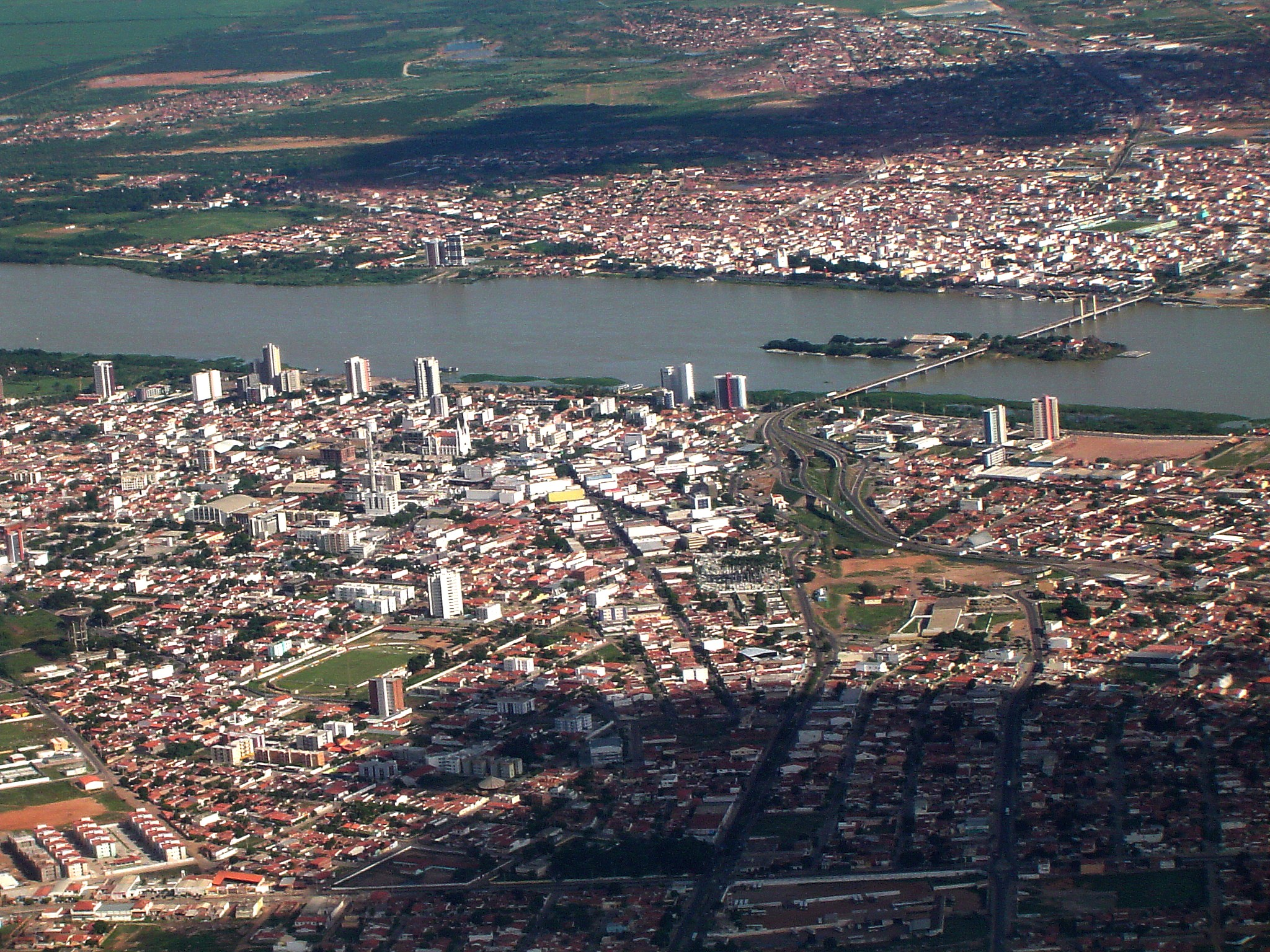
Petrolina, PE e Juazeiro, BA: l'area metropolitana simbolo del Sertão

Durante questa riunione straordinaria, in ottobre 2007, il potere del comitato di bacino per quanto riguarda la concessione dell'uso dell'acque da parte di esterni fu messa in dubbio da parte del Ministero dell'Ambiente che propose invece di trasferire tale attribuzione al Conselho Nacional de Recursos Hídricos-CNRH (Consiglio nazionale per le risorse idriche), presieduto dall'allora ministra dell'Ambiente Marina Silva, in cui la maggior parte dei membri rappresenta organi di governo.
Al momento di votare la questione il Comitato considerò legittime le proprie attribuzioni e, per 42 voti contro 4, stabilì che le acque del São Francisco avrebbero potuto essere utilizzate all'esterno del bacino solo in casi di scarsità comprovata, per il consumo umano e l'abbeveramento degli animali..
Attraverso la risoluzione 47/2005 (17/1), il CNRH approvò il Projeto de Integração do Rio São Francisco com as Bacias Hidrográficas do Nordeste Setentrional. Secondo l'interpretazione dell'Agência Nacional de Águas-ANA (Agenzia nazionale dell'Acqua): "...il Comitato di bacino è l'organo responsabile per l'approvazione del piano di bacino, al cui interno sono definite le priorità delle opere e delle azioni nell'ambito del bacino idrografico e ha il compito di negoziatore, con gli strumenti tecnici necessari per analizzare il problema all'interno di un contesto più ampio. Comunque, la concessione del diritto di utilizzazione dell'acque è di responsabilità degli organi di gestione statali e dell'ANA. La deliberazione rispetto a azioni che trascendono l'ambito del bacino è di competenza del CNRH, organo superiore del sistema nazionale di gestione delle risorse idriche"".
Si consolidò in questo modo un conflitto di competenze e interpretazione della legge che diede origine a contestazioni legali ancora in corso e che provocò notevoli ritardi nell'avvio delle opere.
In luglio 2007, l'esercito brasiliano diede l'avvio alle opere per la costruzione dell'Asse Est. Il Consórcio Águas do São Francisco, composto dalle imprese Carioca, S.A. Paulista e Serveng sono state incaricate dei lavori per la realizzazione del lotto 1 dell'Asse Nord e la Camargo Correia eseguirà le opere per il lotto 9 dell'Asse Nord..
Le tratte costruite dall'esercito furono le uniche a essere pronte entro i termini previsti, in dicembre 2013, un anno oltre la data inizialmente stimata per la conclusione dell'intero progetto. Quattro città - Salgueiro e Cabrobó, nello Stato di Pernambuco; Jati, nel Ceará, e São José de Piranhas, nella Paraíba - lavoravano a ciclo continuo nei loro canali, ma in generale il ritmo era lento e alcuni municipi ancora dovevano contrattare le imprese per la realizzazione delle opere. Alcuni dei canali già conclusi presentano problemi di spaccature e altri problemi di conservazione e dovranno essere rifatti. In ogni modo, la scadenza per la consegna delle opere era prevista per il 2015.

### Inaugurazione popolare
Nel mese di marzo 2017, con vari anni di ritardo rispetto alle previsioni e con spese ben superiori alle aspettative, il primo dei quattro assi principali di distribuzione dell'opera è inaugurato, il giorno 10, nello Stato della Paraíba. L'atto pubblico, celebrato da Michel Temer, facente funzione di Presidente della Repubblica dopo il processo di impeachment politico che ha portato alla destituzione della presidente Dilma Rousseff, ha suscitato ampie proteste per l'evidente usurpazione di meriti da parte di chi copriva la carica da pochi mesi, dopo 10 anni di lavori. Il giorno 19 marzo 2017, nella città di Monteiro, nel Sertão della Paraíba, alla presenza degli ex presidenti Dilma Rousseff e Lula, viene proposta la inauguração popular dell'Eixo Leste dell'opera. All'entusiasmo popolare, si aggiunge l'emozione personale dell'ex presidente Lula, che ricorda le proprie origini umili proprio del Sertão e lo sforzo fatto per avviare e condurre fino quasi al loro termine le opere, contribuendo a realizzare un sogno.

### Precedenti trasposizioni nel bacino del São Francisco
La trasposizione citata più in alto non è la prima ad aver interessato il bacino del fiume, chiamato affettuosamente Velho Chico. Nel 1963, cercando di prevenire l'inondazione della città di Capitólio come conseguenza della costruzione della centrale elettrica di Furnas, l'intero bacino del fiume Piumhi, affluente del Rio Grande, con i suoi 22 affluenti e tutta l'ittiofauna fu trasposto verso il bacino del São Francisco. Attualmente, i ricercatori delle università di São Carlos e dell'Università Federale di Rio de Janeiro svolgono ricerche nella regione.

## Descrizione

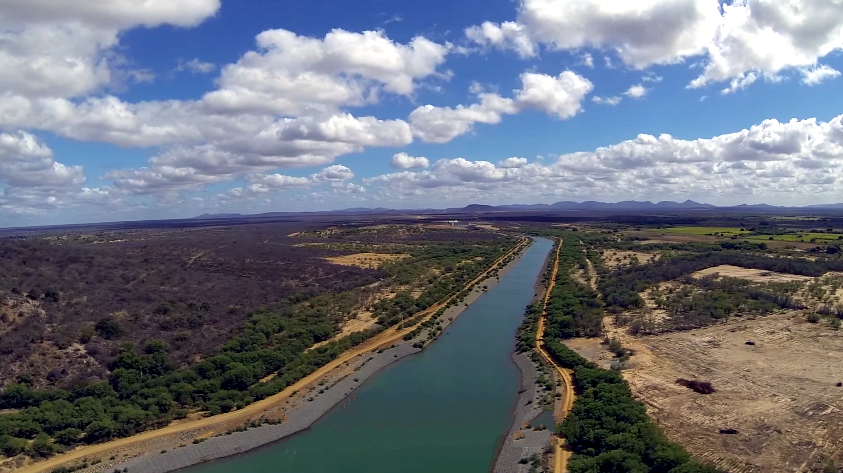
Canale di transposizione dell'Asse Nord a Cabrobó, Pernambuco

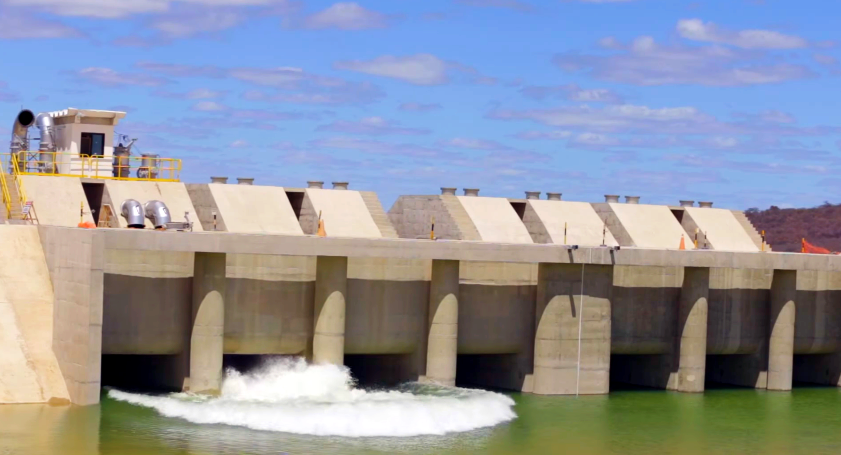
Stazione di pompaggio #1 dell'Asse Nord, a Cabrobó

Con la previsione di beneficiare circa 12 milioni di persone, il progetto prevede di utilizzare solo l'1,4% della portata del Sao Francisco, pari a 1 850 m³/s, dividendola in due assi di trasposizione:
- Asse Nord: è costituito da un tracciato di circa 400 km, con inizio in un punto di captazione delle acque in prossimità del municipio di Cabrobó, Pernambuco. Le acque saranno trasposte verso i fiumi Salgado e Jaguaribe fino a raggiungere i bacini di Atalho e Castanhão nel Ceará; il fiume Apodi, nel Rio Grande do Norte; e il fiume Piranhas-Açu, nella Paraíba e Rio Grande do Norte, arrivando ai bacini di Engenheiro Ávidos e São Gonçalo, entrambi nella Paraíba e di Armando Ribeiro Gonçalves, Santa Cruz e Pau dos Ferros, nel Rio Grande do Norte.

Nello Stato di Pernambuco, si prevede di rendere disponibile l'acqua richiesta per le necessità dei municipi bagnati dai bacini dei fiumi Brígida, Terra Nova e Pajeú, che fanno parte del bacino del São Francisco.
Nella regione di Brígida, una ramificazione del canale di trasposizione, di circa 200 km di estensione, si prevede che porterà una parte delle acque verso i bacini di Entre Montes e Chapéu. Il progetto prevede una portata massima di 99 m³/s e una portata a regime di 16,4 m³/s.
Secondo il Ministero dell'Integrazione nazionale, la capacità massima sarà utilizzata nei periodi di scarsità acuta nei bacini riceventi e quando il lago di Sobradinho sia in situazione di attesa per il contenimento di piene previste a monte, o con il 94% della sua capacità.
- Asse Est: le acque deviate lungo quest'asse percorreranno una distanza di 220 km, a partire dalla diga di Itaparica, nel municipio di Floresta (Pernambuco), raggiungeranno il fiume Paraíba, nella Paraíba, e sfoceranno poi nei bacini esistenti: Poço da Cruz, in Pernambuco, ed Epitácio Pessoa (Boqueirão), nella Paraíba.

Saranno costruite delle ramificazioni per trasferire una parte della portata verso i bacini dei fiumi Pajeú, e Moxotó e verso la regione dell'agreste pernambucano, attraverso la costruzione di una deviazione di 70 km che connetterà l'Asse Est al bacino del fiume Ipojuca. La portata massima prevista è di 28 m³/s, ma la portata in condizioni normali sarà di 10 m³/s.
In modo similare all'Asse Nord, si prevede che il sistema possa operare alla capacità massima nei periodi di necessità dei bacini riceventi e quando il Sobradinho sia in situazione di attesa del contenimento di piene previste a monte o al 94% della sua capacità.
La soluzione ingegneristica scelta per gli assi di integrazione consiste nella costruzione di canali aperti, di sezione trapezoidale variabile, a partire dai 25 m di larghezza per 5 metri di profondità per i maggiori, impermeabilizzati con uno strato di 5 cm di cemento armato. Nelle zone di attraversamento di fiumi e torrenti saranno costruiti degli acquedotti, per oltrepassare le regioni di altitudine più elevata invece saranno costruiti dei tunnel. Per arrivare a destinazione, le acque devono superare le barriere poste dal dislivello e sono quindi previste nove stazioni di pompaggio: tre nell'Asse Nord, per superare dislivelli di 165 m e sei nell'Asse est, dove le acque dovranno essere sollevate di 304 metri. Si prevede anche la costruzione di 30 sbarramenti lungo i canali, che avranno la funzione di creare dei bacini di riserva per permettere lo scorrimento delle acque anche durante il periodo in cui il pompaggio sia interrotto (3-4 ore al giorno).
Organizzare, costruire e mantenere funzionale il sistema di trasposizione delle acque ha un costo piuttosto elevato e porterà evidentemente a un rincaro del prezzo dell'acqua per l'utente finale. Il costo proiettato sarà di R$ 0,013 (0,0038 €) per 1 000 litri (m³). Allo stesso momento, dato che i bacini potranno funzionare con minori volumi, saranno ridotte le perdite per evaporazione e ci sarà un risparmio di acqua che prima veniva persa a causa dell'azione del Sole. Il guadagno di acque è stimato in 24 000 litri per secondo, è stato definito "sinergia idrica" e contribuirà ad abbassare il costo dell'acqua trasposta.
Il fiume São Francisco è responsabile di buona parte della produzione di energia nel paese ed è una buona via di comunicazione, rendendo più efficiente il trasporto delle merci. Il São Francisco possiede una grande importanza economica nella regione dove passa, dato che è anche usato per l'irrigazione e la pesca. Dal punto di vista sociale, costituisce un pilastro nell'approvvigionamento dell'acque e di una parte importante dell'alimentazione sotto forma di pesce.
Valutazione di impatto ambientale
Secondo il Rapporto di Impatto Ambientale (RIMA), divulgato dal Ministero dell'Integrazione nazionale, il progetto ha come obiettivo il rifornimento di acqua per diverse utilizzazioni tra cui: il 70% per l'irrigazione, il 26% per l'uso industriale il 4% per la popolazione. Si ipotizza che il sistema sia funzionante dopo 15-20 anni dall'inizio delle opere.
L'area su cui ricadono gli impatti resi noti dal RIMA comprende una fascia lungo i canali di trasposizione larga 5 km da ogni lato. Una delle critiche che vengono mosse al progetto è quello dell'assenza di studi riguardo all'impatto sul bacino donatore e suoi affluenti e sui bacini riceventi.
Il TIMA ha preso in considerazione 44 impatti ambientali, di cui 23 sono stati classificati come principali: 
- Impatti positivi:

1. Aumento dell'acqua disponibile e riduzione della perdita dovuta ai bacini di riserva.
2. Creazione di 5 000 impieghi durante la costruzione dell'opera (quattro anni), soprattutto nelle città dove saranno impiantati i cantieri delle opere. Mentre non ci sarà un impatto significativo al termine dei lavori, una volta conclusi.
3. Aumento del reddito e del commercio nelle regioni interessate. Durante i lavori ci sarà un aumento del commercio delle città che ospiteranno i cantieri, ma a lungo termine, l'aumento dei posti di lavoro verrà dall'agricoltura irrigua e dall'industria, che saranno sviluppate in conseguenza della trasposizione.
4. Rifornimento d'acqua a circa 12,4 milioni di abitanti delle città, attraverso una rete di distribuzione urbana già esistente, in costruzione o pianificato dalle autorità locali.
5. Rifornimento di acque di buona qualità alle comunità rurali. Il progetto prevede la costruzione di fontane pubbliche in 400 località urbane del sertão coperte dal progetto e che ancora non possiedono un sistema di distribuzione adeguato.
6. Riduzione dei problemi causati dalla siccità, come la scarsità di cibo, la bassa produttività dei campi e la disoccupazione rurale. Si stima che circa 340 000 persone saranno beneficiate, soprattutto nel bacino dei fiumi Piranhas-Açu (39%) e in quello del Jaguaribe (29%).
7. Irrigazione di aree abbandonate e ampliamento della frontiera agricola. Si potranno mettere a coltura circa 161 500 ettari nel 2025, di cui 24 000 ettari grazie all'irrigazione spontanea intorno ai canali e 137 100 ettari in aree irrigate dotate di rete propria di distribuzione.
8. La qualità dell'acqua dei fiumi e dei bacini artificiali sarà migliorata dalle acque del São Francisco.
9. L'offerta di acqua aiuterà a rendere permanenti circa 400 000 posti di lavoro nelle aree rurali.
10. Riduzione delle malattie e dei decessi a causa di malattie generate dal consumo di acque contaminata o dalla mancanza di acqua. Si stima che sarà ridotto di circa 14 000 unità il numero di ricoveri provocati da malattie di origine idrica nell'anno 2025, rispetto a una previsione di 53 000 in assenza del progetto.
11. Riduzione della pressione sulle strutture della salute pubblica grazie alla diminuzione delle malattie originate dalla cattiva qualità dell'acqua.

- Impatti negativi:

1. Perdita di posti di lavoro nelle aree espropriate e dei lavoratori occupati solo durante la realizzazione delle opere.
2. Modificazione degli ecosistemi fluviali delle regioni riceventi, alterando la popolazione delle piante e degli animali acquatici. La creazione di ambienti acquatici differenti da quelli esistenti e l'alterazione del volume dell'acqua nei fiumi riceventi promuoveranno una selezione delle specie.
3. Rischio di riduzione della biodiversità delle biocenosi acquatiche originali nei bacini riceventi. La selezione tra specie esotiche e autoctone nelle regioni riceventi potrebbe risolversi in una riduzione delle specie native.
4. Introduzione di tensioni e fattori di rischio sociale durante i lavori. Nel periodo iniziale dei lavori, si prevede una perdita di reddito nelle regioni interessate dagli espropri, la rimozione delle popolazioni dalle zone dove saranno costruiti i canali e l'immigrazione verso le aree urbane in cerca di un impiego nei lavori di costruzione. Al termine dei lavori, la chiusura dei contratti di lavoro può originare conflitti sociali.
5. L'esproprio delle terre e l'esodo dalle regioni coinvolte altererà il modo di vita e i legami comunitari di parentela e padrinato, che sono molto importanti per affrontare le condizioni di vita precarie in molte comunità rurali.
6. Circolazione di lavoratori per terre indigene di due etnie: Truká e Pipipã, che genererà interferenze indesiderabili.
7. Pressione sull'infrastruttura urbana delle città che dovranno accogliere i lavoratori, aumentando la domanda di abitazioni e servizi sociali.
8. La regione del progetto possiede molti siti archeologici, mettendoli a rischio durante gli scavi, nelle aree inondate dai bacini e nel corso dei fiumi la cui portata sarà aumentata.
9. Disboscamento di circa 430 ettari che ospitano flora nativa e possibile sparizione dell'habitat appropriato per gli animali terrestri che abitano in queste regioni. Le specie di flora più rilevanti sono quelle della caatinga arborea e arbustiva densa.
10. Introduzione di specie di pesci dannose per l'uomo, come i piranhas (Serrasalminae) e i pirambebas (Serrasalmus brandti), che si alimentano di altro pesce e si riproducono nell'acqua stagnante.
11. La diminuzione del volume dei bacini artificiali provocherà una riduzione della biodiversità dei pesci.
12. Alcuni fiumi non avranno la possibilità di ricevere il volume di acqua previsto, inondando i corsi d'acqua minori nelle vicinanze.

- Altri impatti citati nel rapporto:

Degli altri 21 impatti citati nel rapporto, solo il primo della lista sottostante è considerato positivo, mentre i rimanenti sono classificati come negativi, come risulta alla pagina 75 del rapporto:
1. Aumento della carica della falda freatica degli acquiferi.
2. Modificazione del regime fluviale del fiume São Francisco.
3. Riduzione della generazione di energia elettrica del São Francisco.
4. Perdita delle entrate municipali che sono riconosciute ai municipi dove sorgono le centrali idroelettriche.
5. Pesci e altri organismi acquatici sono importanti per la ricostruzione della storia bio-geografica dei bacini idrografici. L'alterazione degli ecosistemi può impattare sulle conoscenze della storia della regione.
6. Aumento delle attività di caccia e diminuzione della popolazione delle specie oggetto di caccia in seguito al disboscamento nella fase di costruzione. Gli animali minacciati da queste attività sono anfibi, rettili, mammiferi e uccelli. Alcuni di questi animali sono vulnerabili o minacciati di estinzione su base regionale, come il giaguaro, il macaco-prego, vari armadilli (Dyasipus septemcinctus, Cabossous e Tolypeutes) e il pecari dal collare.
7. Diminuzione della diversità della fauna terrestre.
8. Perdita di terre adatte all'agricoltura.
9. Destabilizzazione delle rive intorno ai corpi d'acqua.
10. Generazione o aumento dell'erosione e del deposito di sedimenti durante la costruzione.
11. Inizio o accelerazione del processo di desertificazione durante l'operatività del sistema.
12. Alterazione del comportamento sedimentologico dei corpi d'acqua.
13. Rischio di eutrofizzazione dei nuovi bacini.
14. Rischio di incidenti che coinvolgono la popolazione causati dagli spostamenti delle macchine in lavorazione.
15. Aumento dell'emissione di polvere durante la costruzione del sistema.
16. Conflitti nell'area oggetto di attività mineraria dove passeranno le acque.
17. Speculazione immobiliare nelle aree circostanti le zone umide dove passeranno i canali.
18. Rischio di incidenti con animali velenosi, soprattutto serpenti.
19. Aumento e/o apparizione di malattie: l'aumento del livello dell'acqua nei bacini e nei fiumi può provocare una maggiore diffusione di malattie tipo il dengue e schistosomiasi. Il contatto con gli operai addetti ai lavori può provocare un aumento delle malattie sessualmente trasmissibili.
20. Rischio di proliferazione di vettori eziologici: i canali e i bacini sono ambienti propizi agli ospiti della schistosomiasi e ai vettori del dengue, della malaria e della febbre gialla.
21. La propagazione delle malattie evidenziate sopra può mettere in difficoltà i servizi di salute pubblica della regione interessata.

Naturalmente è inutile dire che calcolare quantitativamente il valore di ciascuno di questi punti - positivi o negativi che siano - è semplicemente impossibile: basti dire che "una vita umana non ha prezzo". Così come è certo che l'elenco non è che un riassunto degli impatti identificati, senza che sia possibile considerarlo esaustivo. Spetta alla politica fare un bilancio di queste informazioni per trarre conclusioni e dare loro seguito con azioni conseguenti.

### Nuovi rami
- Asse Sud: l'estensione stimata è di circa 400 km, per la costruzione di un canale che porterà l'acqua del São Francisco (a partire da Juazeiro, Bahia) fino alla diga di São José, nel municipio di São José do Jacuípe (Bahia) con l'effetto di rendere perenni i fiumi Vaza-Barris e Itapicuru.
- Asse Ovest: questo asse sarà composto da più di un canale. Oltre al São Francisco, esisterebbe la possibilità di portare acqua che proviene dalle falde della valle del Gurgueia.

## Programmi ambientali proposti

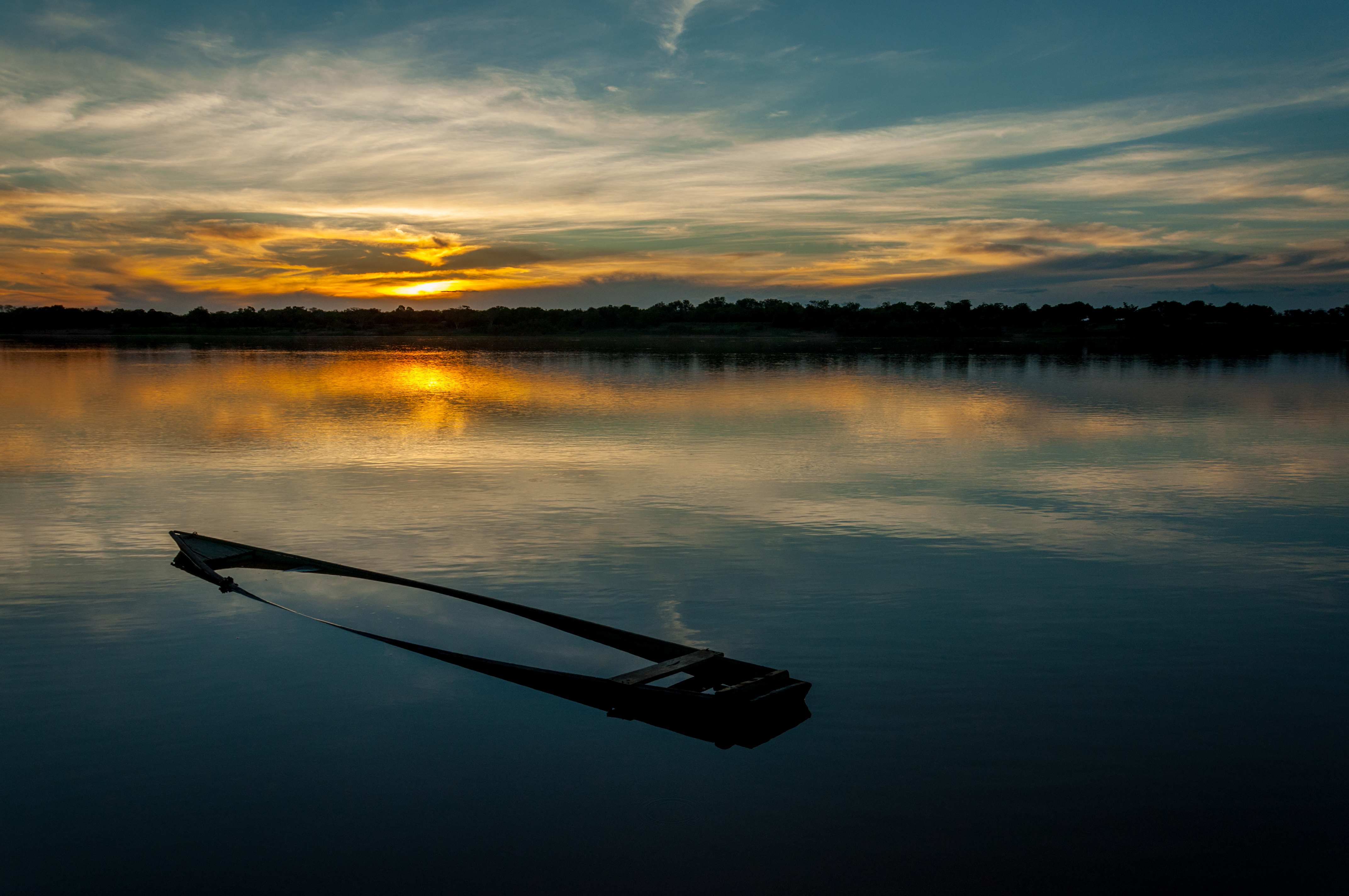
Il velho Chico al tramonto

Il RIMA propone l'avvio di 24 programmi ambientali con la funzione di prevenire, attenuare o correggere gli impatti, così come per monitorare i cambiamenti ambientali nella regione. Alcuni dei programmi proposti mirano a garantire che i benefici previsti dal progetto siano veramente raggiunti e che ci sia effettivamente un miglioramento e una promozione delle condizioni di vita e dell'ambiente nelle regioni semiaride dove passerà il tracciato del progetto. La responsabilità per la messa in opera dei programmi è dell'impresa.
I programmi sono i seguenti:
- Programmi di supporto ai lavori:
  - Piano ambientale di costruzione: questo programma definisce tutte le misure di preservazione che devono essere messe in opera durante la realizzazione del sistema di conduzione delle acque e misure specifiche per le restanti fasi dell'opera.
  - Programma di formazione e capacitazione dei tecnici dell'opera sulle questioni ambientali, la cui finalità è quella di sensibilizzare i tecnici e gli operai dell'impresa riguardo alle procedure di sicurezza, di salute, di rispetto ambientale richieste dai lavori.
  - Programma di identificazione e messa in sicurezza dei beni archeologici, con l'obiettivo di studiare il patrimonio culturale dell'area interessata, identificare i siti archeologici e mettere in opera le azioni necessarie alla messa in sicurezza del materiale rinvenuto.
- Programmi di preservazione dei bacini artificiali e dei fiumi della zona del Semiarido:
  - Programma di indennizzazione delle terre e degli usufrutti, con l'obiettivo di creare un piano di indennizzazione dei proprietari delle terre che saranno occupate dai canali.
  - Programma di ricollocazione delle popolazioni, la cui finalità è quella di offrire alle popolazioni che dovranno essere ricollocate delle condizioni sociali e economiche come minimo equivalenti a quelle originali.
  - Programma di recupero delle aree degradate: l'obiettivo è quello del ricondizionamento ambientale dei luoghi interessati dai lavori: eseguire i lavori di contenimento delle frane, predisporre le opere di drenaggio, controllare i processi erosivi, controllare i possibili luoghi che possono favorire lo sviluppo dei vettori di malattia e recuperare il paesaggio dopo l'esecuzione delle opere.
  - Programma di pulizia e decespugliamento dei bacini, per mantenere una buona qualità dell'acqua contenuta nei bacini.

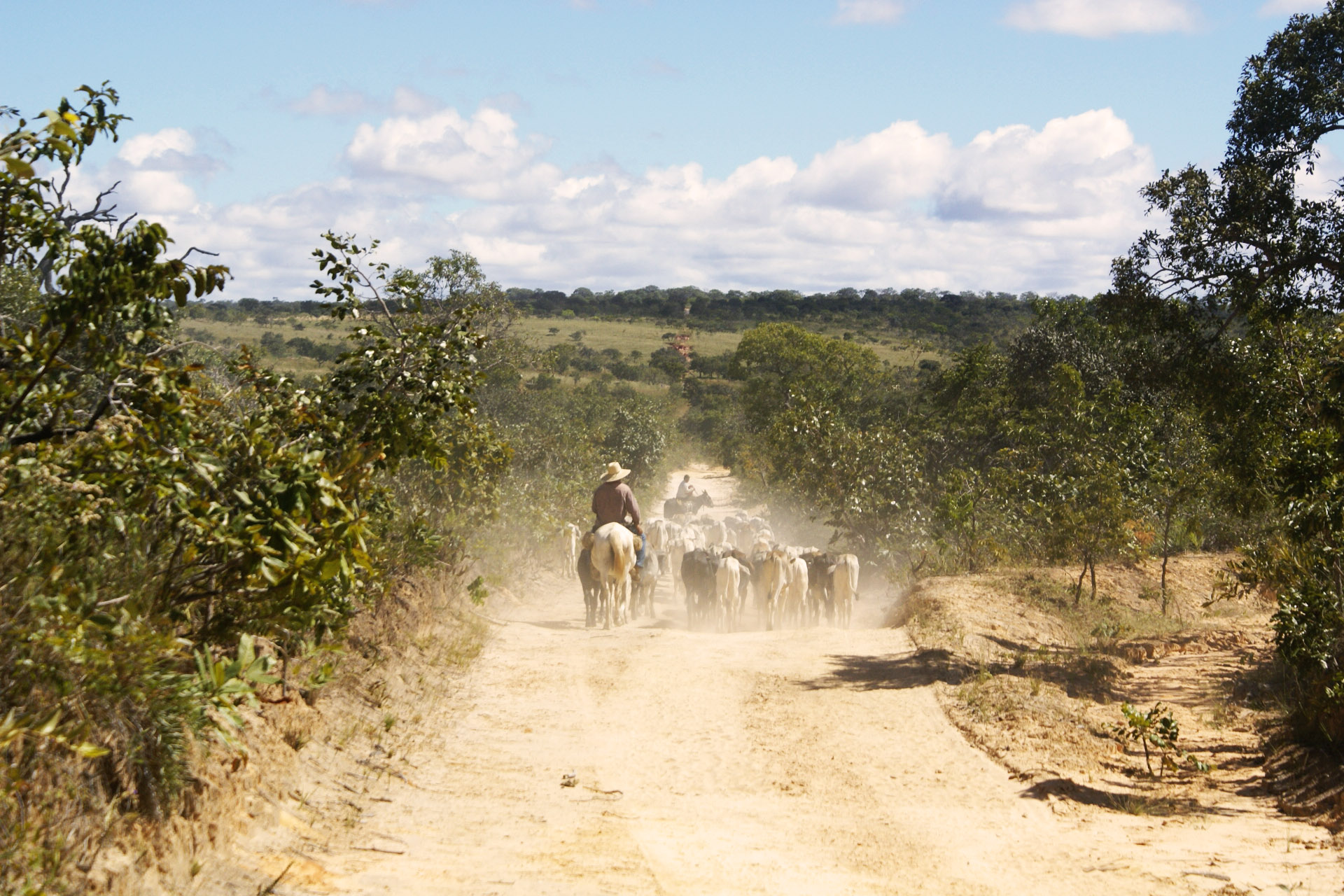
Condizioni di lavoro nella zona semiarida del Sertão
- Programmi di compensazione:
  - Programma di supporto tecnico ai municipi: lo scopo è quello di dare appoggio tecnico e/o finanziario ai municipi delle località dove gli effetti dei lavori siano avvertiti con maggiore intensità. Per questo, si prevede il miglioramento del sistema viario, opere di adeguamento delle reti di distribuzione delle acque, costruzione di scuole rurali e urbane, miglioramento delle infrastrutture di salute, sport e divertimento.
  - Programma di sviluppo delle comunità indigene, il cui obiettivo è il supporto tecnico e/o finanziario alle comunità di indigeni interessate, attraverso il supporto alle alternative di produzione del reddito, rafforzamento delle attività artigianali, miglioramento del sistema di salute pubblica e distribuzione delle acque e l'appoggio ai progetti comunitari.
  - Programma di compensazione ambientale, che cerca di rispondere al dettato della risoluzione CONAMA n. 002/96 e alla Legge 9.985/2000, che stabiliscono che l'impresa la cui realizzazione provochi alterazioni ambientali deve destinare, come misura compensatoria, una quantità pari ad almeno lo 0,5% del valore globale, per contribuire ai costi di attività o all'acquisizione di beni a favore del sistema delle aree protette. Per questo fine, prevede la preservazione della vegetazione di caatinga e la creazione di aree protette, oltre che l'appoggio a quelle già esistenti.
  - Programma de conservazione delle aree vicinali e delle acque dei bacini: questo programma deve essere compreso come uno strumento di pianificazione e gestione dell'uso delle risorse naturali, relativamente all'utilizzo dell'acque e delle aree circostanti ai bacini.

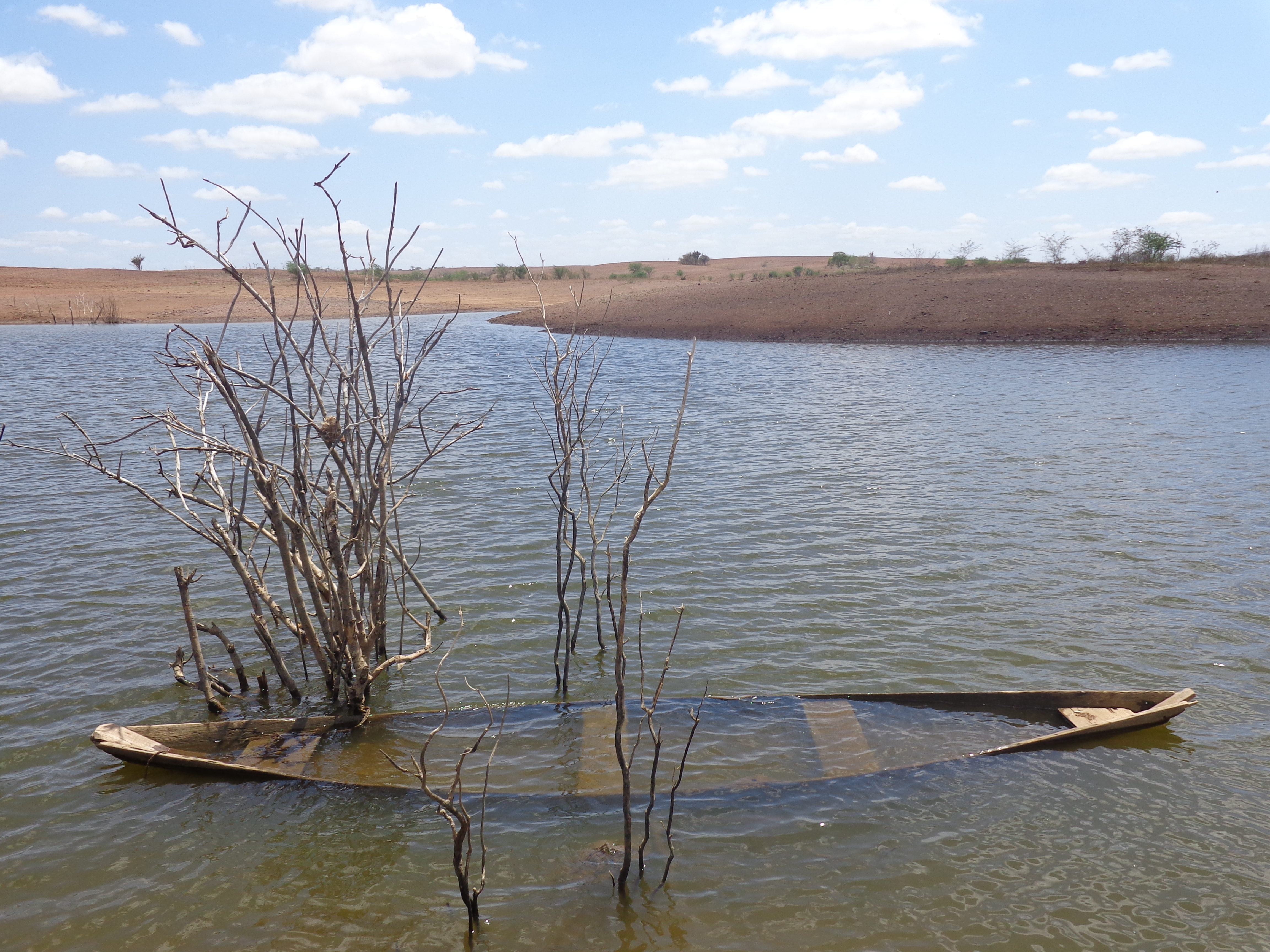
Bacino d'acqua nel Sertão
  - Programma di messa in opera di infrastrutture di rifornimento dell'acqua alle popolazioni lungo i canali: questo programma definisce le azioni che rendano possibile l'accesso all'acqua agli abitanti delle aree rurali che costeggiano i canali e i bacini.
  - Programma di fornitura di acqua e assistenza tecnica per le piccole attività di irrigazione lungo i canali a favore delle comunità agricole.
  - Programma di appoggio allo sviluppo delle attività di pescicoltura: ha il compito di promuovere l'allevamento di pesci in contenitori immersi di reti per il consumo locale e in scala commerciale.
  - Programma di appoggio al rafforzamento degli insediamenti (in aree di riforma agraria) esistenti lungo i canali: sono stati mappati otto insediamenti rurali nella regione del progetto, distribuiti nei municipi di Floresta (PE), Cajazeiras (PB) e Ipaumirim (CE). Si prevede la realizzazione di opere per rendere disponibile l'irrigazione di 4 ettari di terra per ciascuna famiglia insediata nei luoghi dove i suoli siano considerati di qualità e quantità sufficienti per lo sviluppo di attività agro-zootecniche.
  - Programma di regolarizzazione fondiaria delle aree circostanti i canali: secondo uno studio dell'Istituto per la Riforma agraria (INCRA), nella regione interessata dal progetto, circa il 26% dell'area è oggetto di usucapione, ossia non possiede una registrazione ufficiale nel catasto. In queste condizioni, la proprietà dei lotti è incerta, dato che solo la metà dell'area rurale è registrata presso l'INCRA. Con questo programma si cerca di promuovere la regolarizzazione fondiaria delle aree potenzialmente irrigabili intorino ai canali.
- Programmi di controllo e monitoraggio:
  - Programma di monitoraggio dei vettori e degli ospiti intermedi delle malattie: questo programma prevede azioni per l'identificazione e la prevenzione della diffusione dei vettori e degli ospiti intermedi in grado di facilitare la diffusione di malattie.
  - Programma de controllo della salute pubblica, che prevede a sua volta la realizzazione di quattro sotto-programmi:
    - Prevenzione della violenza e degli incidenti del traffico;
    - Prevenzione delle malattie sessualmente trasmissibili;
    - Prevenzione degli incidenti causati da animali velenosi;
    - Prevenzione delle malattie veicolate dall'acqua.

  - Programma di miglioramento della qualità dell'acque e limnologia, che prevede il monitoraggio costante della qualità dell'acqua in presenza di alghe tossiche nelle sorgenti localizzate nelle aree del progetto e anche delle alterazioni della qualità dell'acqua prossima alle città e alle regioni irrigate.

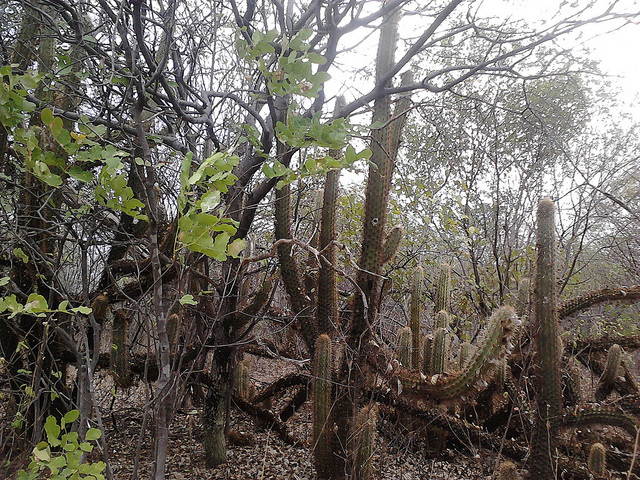
Flora di caatinga a São João do Sabugi, RN
  - Programma di conservazione della flora e delle fauna, il cui obiettivo è quello di fornire indicazioni per la conservazione della flora e della fauna e sussidi per la gestione sostenibile.
  - Programma di prevenzione della desertificazione, che prevede azioni di identificazione delle zone più fragili per la flora e la fauna, riduzioni dei processi erosivi, ricomposizione e protezione dei suoli delle aree degradate, minimizzazione dei rischi di salinizzazione e riduzione della frammentazione della caatinga.
- Programmi complementari per la gestione del progetto:
  - Piano di gestione, supervisione e certificazione ambientale
  - Programma di comunicazione sociale
  - Programma di educazione ambientale

## Le controversie riguardo al progetto

### Aspetti geografici e politici
Il fiume São Francisco, oltre il punto di captazione dell'Asse est, nel suo percorso fino alla foce costituisce il limite geografico tra lo Stato di Bahia e quello di Pernambuco e poi tra gli Stati di Alagoas e Sergipe, e costituisce la risorsa idrica più importante della regione, anch'essa semiarida e che patisce degli stessi problemi di accesso all'acqua da parte della popolazione. La regione del Basso São Francisco, che corrisponde al tratto tra Paulo Afonso e la foce, possiede i municipi con i peggiori indici di sviluppo umano del paese.

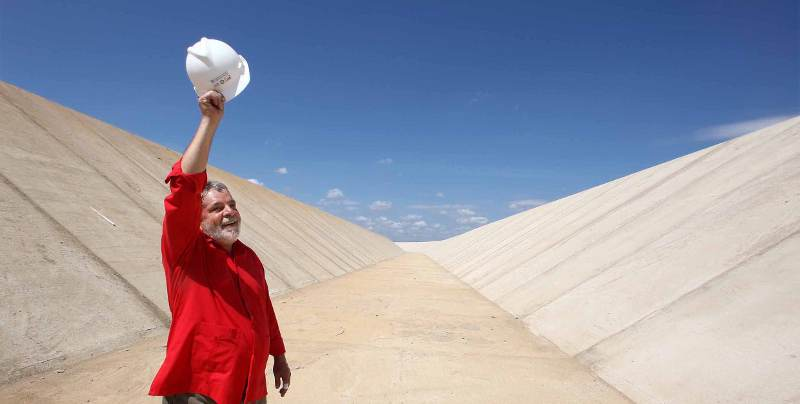
L'allora presidente Lula in visita alle opere a Cabrobó, Pernambuco

Il Ceará, la Paraíba e il Rio Grande do Norte sono stati che non possiedono fiumi perenni, pertanto l'idea di perennizzare alcuni fiumi attraverso la trasposizione ha immediatamente conquistato un forte appoggio popolare. In questo contesto, la proposta della trasposizione ha diviso gli animi nel Nordest: da un lato gli Stati "donatori" (Minas Gerais e Bahia), situati a monte, si sono dichiarati contrari per motivi politici, dato che le acque che defluiscono non apportano loro alcun vantaggio, al contrario evidentemente gli Stati "riceventi" hanno manifestato appoggio entusiasta all'idea visto che rappresenta un'ipotesi di realizzazione di un sogno antico di sicurezza.
Esisteva il timore che la trasposizione finisse per essere un vantaggio per i grandi latifondi nordestini, dato che una parte del progetto attraversava grandi aziende agricole, tuttavia l'INCRA fu incaricato di curare la distribuzione delle terre lungo i canali ai piccoli e medi agricoltori. Si deve inoltre ricordare che il progetto essenzialmente serve a dissetare gli abitanti di innumerevoli città dell'interno e delle capitali sulla costa, oltre che per risolvere il problema dell'abbeveramento degli animali che soffrono per i periodi di siccità con un tempo di ritorno sempre più ravvicinato: fenomeno già abbondantemente studiato dall'idrologia.
Una importante e accreditata Commissione di Studio, di cui facevano parte ingegneri e ricercatori ha presentato, nel 2005, queste conclusioni principali dirette a tutti i ministeri coinvolti, a tutta la comunità scientifica e alla società civile in genere:
1. È imprescindibile rifornire, a partire dal fiume São Francisco, le regioni del Nordest brasiliano carenti di acqua al fine di rispondere alle loro necessità basiche e rendere possibile il loro sviluppo socio-economico sostenibile.
2. È conveniente installare in tappe successive l'Asse Nord del progetto, che dovrà rifornire le regioni aride di Pernambuco, Ceará, Paraíba e Rio Grande do Norte, rivedendo, dove necessario, il programma dei lavori, delle opere e dei progetti di ingegneria, cercando eventuali economie e il pieno utilizzo delle opere e dell'equipaggiamento, entro un breve lasso di tempo dopo la conclusione delle opere.
3. Deve essere impiantata, in tempo utile, ogni opera e misura necessaria al pieno sfruttamento delle acque che ciascuna tappa di sviluppo del sistema adduttore avrà la capacità di rendere disponibile, come per esempio le tubazioni di distribuzione, i progetti di irrigazione, le cisterne, ecc.
4. È raccomandabile che sia eseguito uno studio completo delle possibili alternative all'Asse Est e al tratto dell'Agreste del progetto, i quali sono destinati fondamentalmente alla risposta ai bisogni di acqua provenienti dai bacini orientali (litoranei) degli Stati di Pernambuco e Paraíba, cercando una soluzione più economica dell'attuale.
5. Quando gli adduttori saranno in funzionamento, non si dovrà trascurare di esigere da parte di ogni utente il pagamento della propria parte del costo di operazione e manutenzione dell'asse adduttore che gli compete, in maniera proporzionale al volume di acque che riceve; saranno esenti soli gli usi insignificanti previsti dalla Legge 9.433/97 (Legge delle Acque), per non facilitare la crescita di imprese che utilizzino l'acqua in modo anti-economico.
6. È obbligatorio che sia avviata, allo stesso tempo del progetto in discussione, la rivitalizzazione del bacino del São Francisco.
7. È raccomandabile adottare la massima trasparenza e la massima diffusione delle informazioni relative ai lavori e delle spese legate al progetto, in modo che la società brasiliana possa seguire costantemente quello che si sta facendo e come sono utilizzati i fondi necessari all'opera che - in ultima analisi - sono forniti da questa stessa collettività.
8. Tenendo presente di raggiungere una finalità sociale nell'uso della terra, è necessario impiantare perimetri irrigati con lotti unifamiliari, per l'insediamento delle popolazioni della regione nella misura in cui gli adduttori saranno messi in funzionamento.

### Aspetti giuridici
Nel Supremo Tribunal Federal sono in corso per lo meno 14 azioni contro la trasposizione. Secondo Khouri, questi sono i principali aspetti oggetto di contestazione:
- Terre indigene:

Il punto di captazione dell'Asse Nord si trova nel territorio indigeno Truká, già identificato e assegnato. Alcuni tratti dei canali si trovano anch'essi nel territorio dei Truká che sono in corso di demarcazione da parte della Funai. L'articolo 49, comma XVI, stabilisce che l'autorizzazione all'uso delle risorse naturali presenti nelle terre indigene è di competenza esclusiva della Camera dei deputati. L'articolo 231 determina poi che sia obbligatorio considerare l'opinione delle comunità interessate per l'utilizzazione delle risorse idriche che si trovino nel loro territorio, e anche questo non è successo.
- Norme relative alle risorse idriche:

Il Piano di Bacino approvato dal CBHSF permette che le risorse idriche del bacino possano essere destinate a usi diversi da quello umano e per gli animali, in caso di comprovata scarsezza. Nel caso del progetto, l'Agência Nacional de Águas (ANA) ha già concesso l'uso dell'acqua per usi irrigui, per la carcinocoltura e per l'industria, secondo quanto previsto dalla legge 9.433/97.
- Norme ambientali:

Gli studi di impatto ambientale e il rapporto di impatto ambientale fanno riferimento solo ai canali della trasposizione e considerano i reali impatti positivi e negativi nel bacino del São Francisco e nei bacini riceventi. L'Istituto brasiliano per l'ambiente e le risorse naturali rinnovabili (IBAMA) ha già approvato questi studi. A mano a mano che il progetto avanza e subisce alterazioni, dovrebbero essere svolti studi appropriati, ma anche questo non è successo. Lo studio di alternative al progetto (Risoluzione Conama 01/86) è completo: l'opera è stata comparata con le cisterne, i pozzi, la desalinizzazione o con la non-realizzazione dei lavori ed è risultato evidente che la trasposizione in sé è la soluzione più vantaggiosa dal punto di vista tecnico, economico, sociale e ambientale.